# Liste des Trésors nationaux du Japon (écrits : livres chinois)
Pour les articles homonymes, voir Liste des Trésors nationaux du Japon.

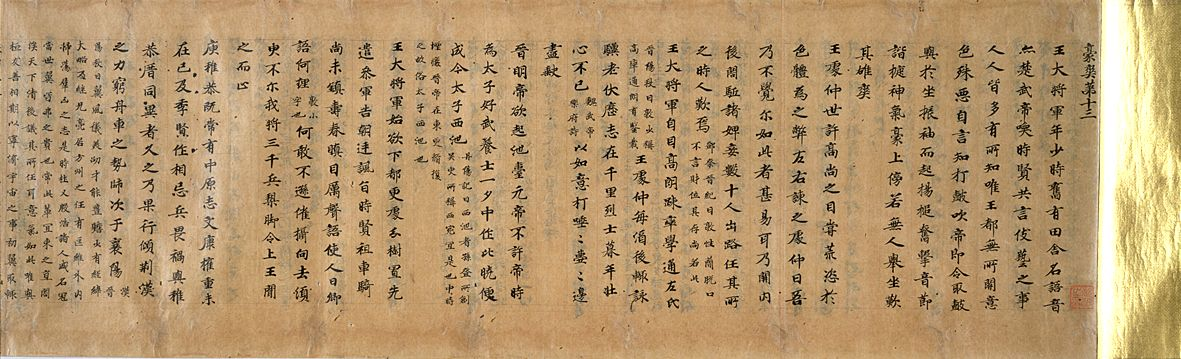
Partie de la plus ancienne transcription existante des Anecdotes contemporaines et nouveaux propos, recueil d'anecdotes sur des personnes de marque de la fin de la dynastie Han à la dynastie Jin (265-420).

Le terme « Trésor national » est utilisé depuis 1897 pour désigner les biens culturels importants du Japon,,
bien que la définition et les critères ont changé depuis. Les documents inscrits sur la liste adhérent à la définition actuelle et ont été désignés « Trésors nationaux » conformément à la Loi sur la protection des biens culturels, entrée en vigueur le 9 juin 1951. Les items sont sélectionnés par le ministère de l'Éducation, de la Culture, des Sports, des Sciences et de la Technologie sur le fondement de leur « valeur artistique ou historique particulièrement élevée »,. La liste présente cinquante-six entrées à partir du VIIe siècle, dynastie Tang jusqu'à l'époque de Kamakura, dont plus de la moitié originaires de Chine. Le nombre d'entrées est cependant supérieur à cinquante-six parce que dans certains cas, des groupes d'écrits liés entre eux sont réunis pour former une seule entrée. La liste contient des œuvres initialement compilées en Chine par des auteurs chinois. Une grande proportion de ces écrits est constituée de classiques chinois.
Le langage écrit est introduit au Japon vers 400 av.J.-C sous la forme de livres écrits en chinois classique. L'intérêt des Japonais pour les écrits et la culture chinoise augmente progressivement vers la fin du VIe siècle lorsque les dirigeants japonais envoient des missions sur le continent pour des études culturelles et afin d'en rapporter des livres. Durant les trois-cents ans environ des dynasties Sui et Tang, de nombreux livres chinois sont rapportés de Chine. Au VIIIe siècle, il est accoutumé de copier les livres chinois dans les bibliothèques japonaises pour satisfaire la demande d'éducation de l'aristocratie masculine. Jusqu'au début du XVIIe siècle, le travail de copie au Japon est en grande partie manuel. Cependant, des éditions imprimées chinoise de la dynastie Song sont importées à la suite de la croissance de l'activité commerciale au début de l'époque de Kamakura (après 1192). Les manuscrits ici désignés sont soit des transcriptions d'œuvres originales produites en Chine ou au Japon soit des éditions imprimées chinoises. Les manuscrits chinois, qu'il s'agisse de manuscrits ou d'éditions imprimées, sont importés au Japon à cette époque. Ces Trésors nationaux sont conservés dans des temples bouddhistes, des musées, des bibliothèques, des sanctuaires shinto, des Universités et des collections privées.
Les objets répertoriés dans cette liste représentent environ un quart des deux cent vingt-trois Trésors nationaux de la catégorie des « écrits ». Soixante-huit livres japonais classés Trésors nationaux dans la liste des Trésors nationaux du Japon (écrits : livres japonais) et quatre-vingt-dix-neuf autres « écrits » classés Trésors nationaux de la liste des Trésors nationaux du Japon (autres écrits) les complètent.

## Statistiques

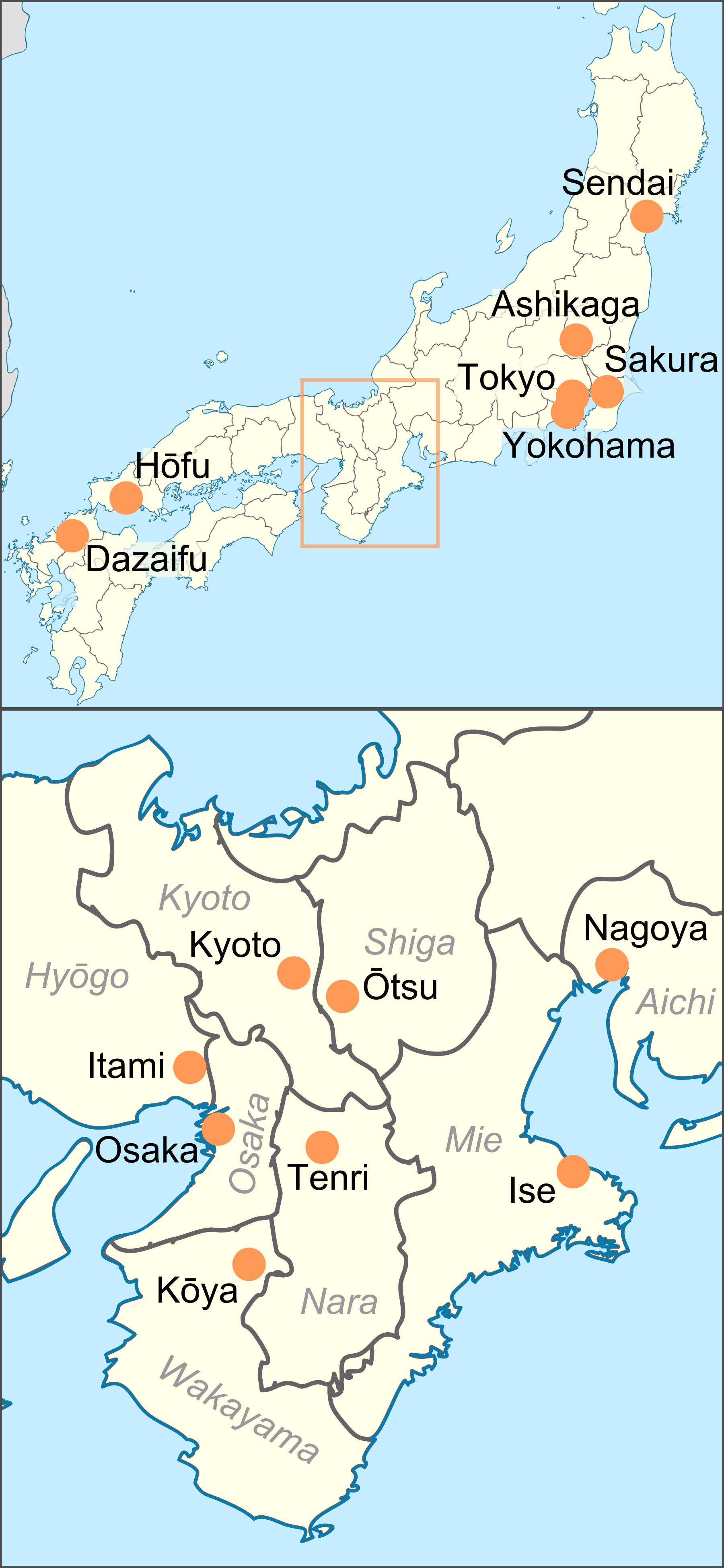
Carte indiquant l'emplacement des livres chinois classés trésors nationaux du Japon

| Préfecture | Ville           | Trésors nationaux |
| ---------- | --------------- | ----------------- |
| Aichi      | Nagoya          | 3                 |
| Chiba      | Sakura          | 3                 |
| Fukuoka    | Dazaifu         | 1                 |
| Hyōgo      | Itami           | 1                 |
| Kanagawa   | Yokohama        | 1                 |
| Kyoto      | Kyoto           | 9                 |
| Mie        | Ise             | 1                 |
| Miyagi     | Sendai          | 1                 |
| Nara       | Tenri           | 2                 |
| Osaka      | Osaka           | 4                 |
| Shiga      | Ōtsu            | 5                 |
| Tochigi    | Ashikaga        | 4                 |
| Tokyo      | Tokyo           | 18                |
| Wakayama   | Kōya (Wakayama) | 2                 |
| Yamaguchi  | Hōfu            | 1                 |

| Époque             | Trésors nationaux |
| ------------------ | ----------------- |
| Dynastie Tang      | 21                |
| Époque de Nara     | 4                 |
| Époque de Heian    | 15                |
| Dynastie du sud    | 14                |
| Époque de Kamakura | 2                 |

## Lecture du tableau
Les colonnes du tableau (à l'exception des remarques et des images) sont triables en pressant les symboles en flèches. Le tableau suivant donne un aperçu de ce qui est inclus dans la liste et comment sont classées les œuvres.
- Nom : le nom tel qu'il est enregistré dans la base de données des Biens culturels nationaux[4].
- Auteurs : non du, ou des auteur(s).
- Remarques : informations sur le type de document et son contenu.
- Date : période et année; l'entrée de la colonne trie par année. Si seule une période est connue, elle trie par l'année de début de cette période.
- Format : type principal, technique et dimensions; les entrées de colonnes classent par type principal : « rouleau » (comprend les rouleaux à main et les lettres), « livres » (comprend les albums, les livres ordinaires reliés et les livres reliés par fukuro-toji)[nb 2] et « autres » (comprend rouleaux suspendus).
- Emplacement actuel : « temple/musée/nom de sanctuaire, nom de ville, nom de préfecture ». Les entrées de la colonne trient selon « nom de la préfecture, nom de la ville ».
- Image : image du manuscrit ou d'un document caractéristique d'un groupe de manuscrits.

## Trésors

### Manuscrits chinois
La première rencontre du Japon avec les livres et le langage écrit est survenue avec les livres écrits en chinois classique en Chine, importés au Japon en provenance des royaumes coréens, au moins au Ve siècle et probablement à la fin du IVe siècle,. Selon la légende, le lettré Wani arrive au Japon en 406 et y apporte les Analectes de Confucius et le Classique des Mille Caractères,,,,,. Ils sont suivis ultérieurement par les « Cinq Classiques » (Classique des vers, Classique des documents, Classique des rites, Classique des changements et les Annales des Printemps et des Automnes) qui, au VIe siècle, sont familiers aux membres de l'élite littéraire japonaise,,. La Constitution en 17 articles, compilée en 604 par le prince Shōtoku, contient des citations qui permettent l'identification de dix-huit livres chinois dont on sait qu'ils étaient connus au Japon à l'époque : des odes, des rites, le Classique de la piété filiale, les Analectes, la Commentaires de Zuo, les chroniques des Han (le Livre des Han et le Livre des Han postérieurs), l'anthologie de Wen Xuan, le Classique véritable du Sud de la Chine et autres écrits chinois classiques,,.
La distribution des livres chinois au Japon atteint un premier sommet durant les dynasties Sui et Tang. Pendant cette période, les livres sont introduits au Japon au moyen de deux sources : par les individus, la plupart lettrés, en provenance du continent, et par des missions officielles envoyées par la cour japonaise. Quatre missions sont envoyées par le prince Shōtoku auprès de la Chine des Sui mais ce nombre augmente rapidement durant la dynastie Tang qui voit seize émissaires comptant de 200 à 600 personnes environ, chacune envoyée pour étudier la culture chinoise et acquérir des livres chinois. Une des plus connues est celle de Kibi no Makibi qui quitte le Japon en 717, séjourne dix-sept ans en Chine et revient avec des livres sur divers sujets,. Parmi les ouvrages importés à cette époque, on compte la première pharmacopée chinoise (Xinxiu Bencao), compilée et importée la même année (713), et les poésies Tang de Li Bai, Wang Wei et Bai Juyi,,. Vers la fin de la dynastie Tang à la fin du IXe siècle, environ la moitié des canons de la littérature chinoise est présente au Japon, dont les textes des poètes Tang les plus importants,. Le « catalogue des livres au Japon », compilé entre 876 et 884 par Fujiwara Sukeyo, indique 1.568 livres chinois classiques, d'histoire, de philosophie et des anthologies présents au Japon. En raison de l'arrêt des missions en Chine à la fin du IXe siècle, relativement peu de livres chinois sont importés au milieu et la fin de l'époque de Heian.
Certains livres tels que le Yupian ou le Meihōki sont tôt perdus en Chine à cause des persécutions contre le Bouddhisme ou pour d'autres raisons. Les titres ont survécu cependant, en raison du volume important de livres précédemment importés au Japon qui ont ensuite été ensuite réexportés vers la Chine,. Aujourd'hui, quelques-uns des plus anciens manuscrits existants de livres chinois datant de la dynastie Tang se trouvent au Japon. Rares sont les premiers manuscrits importés qui ont survécu. Certains de ceux qui nous sont parvenus sont répertoriés comme des trésors nationaux ci-dessous. Il existe vingt livre chinois à présent trésors nationaux qui ont été créés en Chine, et ensuite importés au Japon. Parmi eux, dix-neuf datent de la dynastie Tang et l'un des Song du sud. Les items répertoriés sont de divers types : six trésors sont des manuscrits des Cinq Classiques du Confucianisme et des commentaires associés, quatre sont des anthologies de poésie et de prose de poètes chinois, de calligraphes et de l'empereur Song Huizong, quatre sont des dictionnaires chinois, cinq des collections d'anecdotes et un dernier une partition musicale.
| Nom | Auteurs               | Remarques | Date                                                                           | Format | Emplacement actuel                                                                         | Image |
| --- | --------------------- | --- | ------------------------------------------------------------------------------ | --- | ------------------------------------------------------------------------------------------ | ----- |
| Collection Wang Bo (王勃集, Ōbotsu-shū) volume 28 | Inconnu               | Collection de la famille Ueno; partie d'une collection de trente volumes | Dynastie Tang                                                                  | Un rouleau manuel | Collection privée, Tokyo                                                                   |       |
| Collection Wang Bo (王勃集, Ōbotsu-shū) volume 29, 30 | Inconnu               | Plus ancienne copie existante d'une partie des écrits en trente rouleaux de Wang Bo : un vers de la section biographie, cinq des six vers de la section prière (tous volume 29) et quatre vers de prière de commémoration (volume 30); rapportés de Chine à l'époque de Nara et conservés à Kōfuku-ji; plus tard propriété du peintre Tomioka Tessai                           | Dynastie Tang, VIIe et VIIIe siècles                                           | Un rouleau manuel, encre sur papier, 26,5 × 447,7 cm                                                                        | Musée national de Tokyo, Tokyo                                                             |       |
| Collation de commentaires sur les Annales des Printemps et des Automnes (春秋経伝集解, Shunjū keiden shikkai) fragments du volume 2                                              | Inconnu               | Le verso contient une transcription de 1078 par un moine Kōyasan; manuscrit retourné en China durant l'époque de Meiji, puis retourné au Japon 50 ans plus tard | Dynastie Tang, VIIe et VIIIe siècles                                           | Un rouleau, encre sur papier                                                                                                | Fujii Saiseikai Yurinkan Museum of Art (藤井斉成会有鄰館, Fujii Saiseikai Yūrinkan), Kyoto |       |
| Hanshu, biographie de Sima Xiangru (漢書楊雄伝, Kanjo yōyūden) volume 57 | Inconnu               | | Dynastie Tang                                                                  | Un rouleau, encre sur papier                                                                                                | Collection privée, Tokyo                                                                   |       |
| Anthologie de l'empereur Song Huizong (徽宗文集序, Kisō bunshūjo) | Empereur Song Gaozong | Écrit en Kǎishū | Song du sud, 1154                                                              | Un rouleau, encre sur papier, 27,4 × 137,0 cm                                                                               | Agence pour les affaires culturelles, Tokyo                                                |       |
| Édition annotée du Classique des rites (礼記子本疏義, raiki shihonsogi) volume 59                                                                                                | 鄭 灼 (Tei Shaku)     | Anciennement en possession de Tanaka Mitsuaki | Dynastie Tang                                                                  | Un rouleau, encre sur papier, 28,5 × 642,5 cm                                                                               | Université Waseda, Tokyo                                                                   |       |
| Anthologie de poésie des membres de l'Académie Hanlin (翰林学士詩集, Kanrin gakushi shishū),                                                                                     | Inconnu               | 60 quatre et cinq vers de caractères (shigonshi/gogonshi) par de grands calligraphes travaillant du temps de l'empereur Tang Taizong: Chu Suiliang, Ouyang Xun, Yu Shinan; le verso comporte une transcription du milieu de l'époque de Heian du volume 5 de 正広智三蔵表制集                                                                                                  | Dynastie Tang                                                                  | Un rouleau, encre sur papier, 28 × 643 cm                                                                                   | Ōsukannon (大須観音) Hōshō-in (宝生院), Nagoya, Préfecture d'Aichi                         |       |
| Yupian (玉篇, gyokuhen), fragments du volume 9, | Inconnu               | Partie d'un dictionnaire chinois de caractères en trente volumes | Dynastie Tang, VIIIe siècle                                                    | One rouleau, encre sur papier, 26,9 × 1 625,9 cm                                                                            | Université Waseda, Tokyo                                                                   |       |
| Yupian (玉篇, gyokuhen), première moitié du volume 27 | Inconnu               | Partie d'un dictionnaire chinois de caractères en trente volumes; moitié d'un volume existant complet | Dynastie Tang, VIIe et VIIIe siècles                                           | Un rouleau, encre sur papier, 27,2 × 915,0 cm                                                                               | Kōzan-ji, Kyoto                                                                            |       |
| Yupian (玉篇, gyokuhen), seconde moitié du volume 27 | Inconnu               | Partie d'un dictionnaire chinois de caractères en trente volumes; moitié d'un volume existant complet. | Dynastie Tang, VIIe et VIIIe siècles                                           | Un rouleau, encre sur papier                                                                                                | Ishiyama-dera, Ōtsu, Préfecture de Shiga                                                   |       |
| « Document des Antiquités » (Guwen Shangshu) en script ancien (古文尚書, kobun shōsho), volume 6,                                                                                | Inconnu               | « Document des Antiquités » est un autre nom pour le Classique des documents; apporté au Japon à l'époque de Nara; annotations japonaises du milieu de l'époque de Heian à l'encre rouge et noire; au dos du rouleau : Genpisho, un document sur la recherche des dénominations d'ères                                                                                         | Début de la dynastie Tang, VIIe siècle                                         | Un rouleau, encre sur papier, 26,3 × 328,0 cm                                                                               | Musée national de Tokyo, Tokyo                                                             |       |
| Document des Antiquités (Guwen Shangshu) (古文尚書, kobun shōsho), volume 3, 5, 12                                                                                               | Inconnu               | « Document des Antiquités » est un autre nom pour le Classique des documents; au dos du rouleau : Genpisho, un document sur la recherche des dénominations d'ères | Dynastie Tang                                                                  | Un rouleau, encre sur papier, 26,8 × 1 138 cm                                                                               | Tōyō Bunko, Tokyo                                                                          |       |
| Shuowen Jiezi (説文木部残巻, setsumon mokubu zankan, « Explication des caractères simples et analyse des caractères composés »), fragment                                        | Inconnu               | Dictionnaire chinois; plus ancien manuscrit existant de cet ouvrage; introduit au Japon par Naitō Torajirō; le fragment couvre la tête de la section 木 | Dynastie Tang, IXe siècle, sans doute 820                                      | Un rouleau de six pages, encre sur papier, 25,4 × 243 cm                                                                    | Takeda Science Foundation (武田科学振興財団, Takeda Kagaku Shinkōzaidan), Osaka            |       |
| Anecdotes contemporaines et nouveaux propos (世説新書, sesetsu shinsho) fragments du volume 6; parties des chapitres « Admonitions et avertissements » et « perception rapide », | Inconnu               | Collection d'anecdotes sur des personnes distinguées de la dynastie Han tardive à la dynastie Jin ; le verso contient la transcription d'un manuel de bouddhisme ésotérique; plus ancienne transcription existante de cet ouvrage; transmis au sous temple Kanchi-in de Tō-ji; divisé en quatre parties (tous Trésors nationaux) au cours de l'époque de Meiji                 | Dynastie Tang, seconde moitié du VIIe siècle à première moitié du VIIIe siècle | Un rouleau, encre sur papier toilé,27,1 × 397,0 cm                                                                          | Musée national de Kyoto, Kyoto                                                             |       |
| Anecdotes contemporaines et nouveaux propos (世説新書, sesetsu shinsho) fragments du volume 6; chapitre « Virile Vigor »,                                                        | Inconnu               | Collection d'anecdotes sur des personnes distinguées de la dynastie Han tardive à la dynastie Jin ; le verso contient la transcription d'un manuel de Bouddhisme ésotérique; plus ancienne transcription existante de cet ouvrage; transmis au sous temple Kanchi-in de Tō-ji ; divisé en quatre parties (tous Trésors nationaux) au cours de l'époque de Meiji                | Dynastie Tang, seconde moitié du VIIe siècle à première moitié du VIIIe siècle | Un rouleau, encre sur papier, 26,9 × 196,0 cm                                                                               | Musée national de Tokyo, Tokyo                                                             |       |
| Anecdotes contemporaines et nouveaux propos (世説新書, sesetsu shinsho) fragments du volume 6                                                                                    | Inconnu               | Collection d'anecdotes sur des personnes distinguées de la dynastie Han tardive à la dynastie Jin ; le verso contient la transcription d'un manuel de Bouddhisme ésotérique; plus ancienne transcription existante de cet ouvrage; transmis au sous temple Kanchi-in de Tō-ji ; divisé en quatre parties (tous Trésors nationaux) au cours de l'époque de Meiji                | Dynastie Tang, seconde moitié du VIIe siècle à première moitié du VIIIe siècle | Un rouleau, encre sur papier                                                                                                | Agence pour les affaires culturelles, Tokyo                                                |       |
| Anecdotes contemporaines et nouveaux propos (世説新書, sesetsu shinsho) fragments of volume 6                                                                                    | Inconnu               | Collection d'anecdotes sur des personnes distinguées de la dynastie Han tardive à la dynastie Jin ; le verso contient la transcription d'un manuel de Bouddhisme ésotérique; plus ancienne transcription existante de cet ouvrage ; transmis au sous temple Kanchi-in de Tō-ji ; divisé en quatre parties (tous Trésors nationaux) au cours de l'époque de Meiji               | Dynastie Tang, seconde moitié du VIIe siècle à première moitié du VIIIe siècle | Un rouleau, encre sur papier                                                                                                | Collection privée Ninishi Shinemon (小西新右衛門), Itami, Préfecture de Hyōgo              |       |
| Mao Shi (毛詩, mōshi) fragments du volume 6; édition Zheng Jian | Inconnu               | Collection de poèmes chinois | Début de la dynastie Tang                                                      | Un rouleau | Tōyō Bunko, Tokyo                                                                          |       |
| 冥報記 (Meihōki) | Inconnu               | Collection de contes karmiques bouddhistes; plus ancien manuscrit existant de cet ouvrage; aurait été introduit au Japon par Engyō (円行), un élève de Kūkai, en 838; une des deux collections chinoises sur le modèle desquelles est formé le Nihon Ryōiki | Fin de la dynastie Tang                                                        | Trois rouleaux, encre sur papier, hauteur : 28,2 cm, longueurs : 339,3 cm, 557,7 cm et 672,7 cm pour les rouleaux 1, 2 et 3 | Kōzan-ji, Kyoto                                                                            |       |
| « Élégante orchidée » dans le Jieshi Tuning (Jieshidiao Youlan) (碣石調幽蘭, kessekichōyūran) volume 5,                                                                          | Inconnu               | Version abrégée de la « Partition pour la cithare à sept cordes » (guqin); transcription de l'original par le joueur de cithare Qiugong (aussi connu sous le nom de Ming) de la province de Huiji; dans le texte explication des mouvements des doigts pour jouer la pièce « Élégante orchidée » et titres de cinquante-neuf morceaux pièces à la fin, original perdu en Chine | Dynastie Tang, VIIe et VIIIe siècles                                           | Un rouleau portatif, encre sur papier, 27,4 × 423,1 cm                                                                      | Musée national de Tokyo, Tokyo                                                             |       |

### Manuscrits japonais
Jusqu'à l'époque de Heian, la langue du gouvernement et des rituels au Japon est le chinois classique dans laquelle sont rédigés les décrets, codes, commandes, communications et certificats,,. Les livres chinois sont par conséquent essentiels pour l'éducation de l'aristocratie (mâle), et les lecteurs débutants étudient des textes tels que le livre de Mencius ou le classique des mille caractères,. Vers la fin du VIIe siècle, afin de préparer certains fils de la noblesse à une carrière gouvernementale, l'empereur Tenji établit le Daigaku-ryō (« Académie »),. Au début, le programme se compose principalement des classiques confucéens et de l'histoire de la Chine,,. L'apprentissage du chinois prospère au IXe siècle, et le curriculum de l'académie enregistre une hausse de la composition littéraire fondée sur les livres chinois Wen Xuan, les mémoires du Grand Historien, le Livre des Han et le Livre des Han postérieurs,,,. Contrairement à ce qui se passe en Chine à l'époque, les études classiques confucéennes, surtout les aspects historique et politique du Confucianisme, sont toujours tenues en haute estime durant l'époque de Heian, avec des commentaires utilisés pour l'étude datant de la dynastie des Han. En fait, une des activités prescrites à l'empereur japonais est d'écouter des leçons sur les classiques chinois, les histoires et les anthologies poétiques.
Les livres chinois sont arrivés au Japon depuis environ 400 ans apr. J.-C. et ont été importés en grandes quantités par un certain nombre de missions au cours des dynasties Sui et Tang. Les missions officielles ont pris fin après 894, mais les livres ont continué à parvenir au Japon au milieu et à la fin de l'époque de Heian par le biais des échanges commerciaux ou par l'intermédiaire des prêtres voyageant en Chine. Les livres chinois importés sont copiés dans les bibliothèques japonaises, mais contrairement à la copie des sūtra, on sait peu de choses sur le processus effectif de copie des textes laïques chinois au Japon. L'aristocratie japonaise et le clergé commandent la transcription en grandes quantités de textes religieux et de gouvernement au temps de l'époque de Nara.
La première bibliothèque d'État est le Zusho-ryō (« bureau des archives ») fondé par le code de Taihō de 701,. Attaché au Daigaku-ryō, il supervise la garde (collection et préservation) et la transmission des livres bouddhistes et confucéens de l'époque de Nara, jusqu'à sa destruction par un incendie au milieu de l'époque de Heian (XIe siècle),,,. La collection dépendait en grande partie de la reproduction de textes conservés ailleurs,. En plus du Zusho-ryō, les livres sont également copiés dans les bibliothèques du palais impérial, les bibliothèques privées des aristocrates, les bibliothèques des temples et dans les bibliothèques des organes de l’État,,. À l'époque de Heian, la majorité des ouvrages conservés dans les bibliothèques (à la fois ceux produits en Chine et ceux copiés au Japon) sont des livres chinois et les collections scientifiques sont dominées par des textes laïques chinois. À la fin de l'époque de Heian, le grand incendie de Kyoto en 1177 et la destruction de temples par le clan Taira en 1180, détruisent une grande partie de l'héritage littéraire,. Durant l'époque de Kamakura, la classe des guerriers crée de nouvelles bibliothèques comme le Kanazawa Bunko.
Les vingt-trois livres chinois classés trésors nationaux sont des transcriptions produites au Japon. Parmi eux, quatre datent de l'époque de Nara, dix-sept de l'époque de Heian et deux de l'époque de Kamakura. Les items recensés sont de divers types : quatre sont des chroniques historiques, quatre des collections de poésie, trois des dictionnaires chinois ou des livres de références, deux sont des livres médicaux ou de botanique et le dernier un livre de politique.
| Nom | Auteurs                                | Remarques | Date                                                      | Format | Emplacement actuel                                                            | Image |
| --- | -------------------------------------- | --- | --------------------------------------------------------- | --- | ----------------------------------------------------------------------------- | ----- |
| Mémoires du Grand Historien (史記, shiki, Chin. Shiji) volume 10 des biographies impériales (本紀, Chin. Benji): Chronique de l'empereur Han Wendi de la dynastie Han                                 | Ōe no Iekuni (大江家国)                | Transcription; plus ancien manuscrit du shiki; transmis au sein de la famille Ōe | Époque de Heian, 1073                                     | Un rouleau, encre sur papier, 28,5 × 972,7 cm | Université du Tōhoku, Sendai, Préfecture de Miyagi                            |       |
| Mémoires du Grand Historien (史記, shiki, Chin. Shiji), édition Kōzan-ji, volumes 2 et 5 des biographies impériales (本紀, Chin. Benji): Chronique de la dynastie Xia et Chronique de la dynastie Qin | Inconnu                                | Transcription | Époque de Heian, 1145                                     | Deux rouleaux, encre sur papier | Tōyō Bunko, Tokyo                                                             |       |
| Mémoires du Grand Historien (史記, shiki, Chin. Shiji), volume 11 des biographies impériales (本紀, Chin. Benji): Chronique de l'empereur Han Jingdi                                                  | Ōe no Iekuni (大江家国)                | Transcription; plus ancien manuscrit du shiki; transmis au sein de la famille Ōe | Époque de Heian, 1073                                     | Un rouleau, encre sur papier | Daitōkyū Memorial Library (大東急記念文庫, daitōkyū kinen bunko), Tokyo       |       |
| Mémoires du Grand Historien (史記, shiki, Chin. Shiji), volume 9 des biographies impériales (本紀, Chin. Benji): Chronique de l'impératrice Lü Zhi Dynasty,                                           | Ōe no Iekuni (大江家国)                | Transcription; plus ancien manuscrit du shiki; transmis au sein de la famille Ōe | Époque de Heian, 1073                                     | Un rouleau, encre sur papier | Musée Mōri (毛利博物館), Hōfu, Préfecture de Yamaguchi                        |       |
| Mémoires du Grand Historien (史記, shiki, Chin. Shiji), volume 96 et fragments du volume 97 | Inconnu                                | Transcription; plus ancien manuscrit du shiki | Époque de Nara, VIIIe siècle                              | Un rouleau, encre sur papier | Ishiyama-dera, Ōtsu, Préfecture de Shiga                                      |       |
| Collation de commentaires sur les Annales des Printemps et des Automnes (春秋経伝集解, Shunjū keiden shikkai), volume 10                                                                              | Inconnu                                | Partie d'un ouvrages en trente volumes; le verso contient des considérations sur le monde du diamant | Époque de Heian                                           | Un rouleau, encre sur papier | Tōyō Bunko, Tokyo                                                             |       |
| Collation de commentaires sur les Annales des Printemps et des Automnes (春秋経伝集解, Shunjū keiden shikkai), fragments du volume 26                                                                 | Inconnu                                | Partie d'un ouvrages en trente volumes | Milieu de l'époque de Heian                               | Un rouleau, encre sur papier | Ishiyama-dera, Ōtsu, Préfecture de Shiga                                      |       |
| Collation de commentaires sur les Annales des Printemps et des Automnes (春秋経伝集解, Shunjū keiden shikkai), fragments du volume 29                                                                 | Inconnu                                | Partie d'un ouvrages en trente volumes | Milieu de l'époque de Heian                               | Un rouleau, encre sur papier | Ishiyama-dera, Ōtsu, Préfecture de Shiga                                      |       |
| Hanshu (漢書, kanjo), Annales de Han Gaozu no . 2 et fragments du no .4 de la section biographies | Inconnu                                | Transcription; annotations en rouge du milieu du Xe siècle | Époque de Nara                                            | Deux rouleaux, encre sur papier | Ishiyama-dera, Ōtsu, Préfecture de Shiga                                      |       |
| Hanshu (漢書, kanjo), no . 4 du « Traité sur les denrées alimentaires et les marchandises » | Inconnu                                | Transcription; fin de feuille avec des marques d'encre rouge du ministère des cérémonies | Époque de Nara – époque de Heian                          | Un rouleau, encre sur papier de jute, 20 feuilles, 27 × 1 311 cm | Ōsukannon (大須観音) Hōshō-in (宝生院), Nagoya, Préfecture d'Aichi            |       |
| Huangdi Neijing (黄帝内経, kōteidaikei): 明堂 (Myōdō) volume 1 et 太素 (Taiso) | Inconnu, membre(s) de la famille Tanba | Éditions annotées du texte de médecine chinoise Huangdi Neijing;transcrit et transmis dans la famille Tanba | Époque de Heian 1167–1168 (Taiso) et 1296 et 1383 (Myōdō) | Myōdō : deux rouleaux; Taiso : vingt-trois rouleaux | Ninna-ji, Kyoto                                                               |       |
| Wenguan cilin (文館詞林, Bunkan shirin, lit. « Forêt de la prose et des poèmes des fonctionnaires ») fragments                                                                                        | Inconnu                                | Collection impériale de poésie de la dynastie Tang ; d'autres manuscrits de l'ouvrage sont perdus en Chine dès le IXe siècle | Dynastie Tang et époque de Heian, 677–823                 | Douze rouleaux | Shōchi-in (正智院) Kōya, Préfecture de Wakayama                               |       |
| Wenguan cilin (文館詞林, Bunkan shirin, lit. « Forêt de la prose et des poèmes des fonctionnaires ») fragments                                                                                        | Inconnu                                | Collection impériale de poésie de la dynastie Tang ; ouvrage perdu en Chine dès le IXe siècle | Dynastie Tang, époque de Heian                            | Un rouleau | Hōju-in (宝寿院) Kōya, Préfecture de Wakayama                                 |       |
| Yupian (玉篇, gyokuhen) volume 22 | Inconnu                                | Partie d'un dictionnaire de caractères chinois en 30 volumes; un des deux volumes complets existants de l'ouvrage | Époque de Heian, 904                                      | Un rouleau, encre sur papier | Ise-jingū Ise, Préfecture de Mie                                              |       |
| Fragment de commentaire du Classique des vers (毛詩鄭箋残巻, mōshi teisen zankan) | Inconnu                                | Commentaire sur le Classique des vers par Zheng Xuan (en) | Époque de Heian                                           | Un rouleau, encre sur papier | Dainembutsu-ji (大念仏寺), Osaka                                              |       |
| 翰苑 (Kan'en) vol. 30 | Inconnu                                | Description des habitants et de la géographie du Japon ancien, des Trois Royaumes de Corée et de la Chine; seul manuscrit ancien existant de cet ouvrage | Époque de Heian, Xe siècle                                | Un rouleau, encre sur papier, vingt-huit feuilles de vingt-deux ou vingt-trois lignes chacune avec seize à dix-sept caractères par ligne 27,6 × 1 585,2 cm             | Dazaifu Tenman-gū, Dazaifu, Préfecture de Fukuoka                             |       |
| Anthologie de poèmes de la dynastie Tang (新撰類林抄, shinsen ruirin-shō) fragment du volume. 4 | Vraisemblablement transcrit par Kūkai  | Partie d'une anthologie de poèmes chinois par des poètes de la dynastie Tang, contenant quarante poèmes (deux cent quatre-vingt-deux lignes); seule partie existante de cet ouvrage | Époque de Heian, IXe siècle                               | Un rouleau, encre sur papier, 27,0 × 558,0 cm | Musée national de Kyoto, Kyoto                                                |       |
| « Nouveau livre des deux capitales » (両京新記, Ryōkyō shinki, Chin. Liangling xinji) vol. 3, Kanazawa Bunko edition                                                                                  | Inconnu                                | Compte-rendu de la vie dans les capitales Luoyang et Chang'an; les autres manuscrits de l'ouvrage ont été perdus en Chine; anciennement conservé à la bibliothèque Kanazawa Bunko | Époque de Kamakura                                        | Un rouleau | Maeda Ikutokukai (前田育徳会), Tokyo                                          |       |
| Édition annotée du Wen Xuan (文選集注, monsen shicchū) | Inconnu                                | Collection de poésie chinoise | Milieu de l'époque de Heian                               | Sept rouleaux, encre sur papier | Tōyō Bunko, Tokyo                                                             |       |
| Édition annotée du Wen Xuan (文選集注, monsen shicchū) | Inconnu                                | Collection de poésie chinoise | Époque de Heian                                           | dix-neuf rouleaux, encre sur papier | Shōmyō-ji (称名寺), Yokohama, Préfecture de Kanagawa; gardé au Kanazawa Bunko |       |
| Livre de la politique (群書治要, gunsho chiyō), | Divers inconnus                        | Résumé des compétences de bonne gouvernance à partir de diverses sources; transcription d'un manuscrit de la dynastie Tang ; plus anciennes copies existantes du texte; papier fait de feuilles teintes en violet, en bleu pâle et en brun, ainsi que des feuilles décorées avec des nuages; avec annotations et notes grammaticales;; transmis au sein de la famille Kujō | Milieu de l'époque de Heian, XIe siècle                   | Treize rouleaux, encre sur papier de couleur et décoré, 27 cm × (721,2 cm – 1 472,7 cm) cm                                                                             | Musée national de Tokyo, Tokyo                                                |       |
| 琱玉集 (Chōgyokushū), volumes 12 et 14 | Inconnu                                | Collection de différents sujets relatifs aux six dynasties | Époque de Nara, 747                                       | Deux rouleaux, encre sur papier, vingt et une feuilles (vol. 12) et dix-sept feuilles (volume 14), hauteur : 28 cm, longueurs : 1 037 cm (vol. 12), 874 cm (volume 14) | Ōsukannon (大須観音) Hōshō-in (宝生院), Nagoya, Préfecture d'Aichi            |       |
| Nouvelle pharmacopée révisée (新修本草, Shinshū honzō) (Xinxiu bencao), volumes 4, 5, 12, 17 et 19 | Inconnu                                | Transcription de la dynastie Tang, première pharmacopée du monde; également appelée Tang bencao (« Materia Medica » de la dynastie Tang) | Époque de Kamakura, XIIIe siècle                          | Cinq rouleaux, encre sur papier japonais (en) | Ninna-ji, Kyoto                                                               |       |

### Éditions imprimées Song
L'imprimerie est connue au Japon depuis au moins le VIIIe siècle quand un grand nombre de dhāranī, appelés Hyakumantō Darani, sont imprimés entre 764 et 770 et placés dans des pagodes miniatures en bois. Ils comptent parmi les plus anciens textes imprimés encore existants en Asie de l'est et sont probablement réalisés par estampes sur bois,. Les darani Hyakumantō sont des impressions de rituels bouddhistes qui ne sont destinés ni à la distribution ni à la lecture,,. Cette pratique d'impressions dévotionnelles se poursuit durant l'époque de Heian. Les premières impressions effectives au Japon remontent au XIe siècle et sont liées aux commentaires de sūtra et d'ouvrages doctrinaux dont les copies manuelles n'impliquent pas de mérite religieux,,. Malgré la popularité croissante de l'impression, de nombreux textes, de la littérature japonaise en particulier, continuent à être copiés à la main sur des rouleaux. L'impression commerciale ne devient chose courante qu'au début du XVIIe siècle,.
L'impression en Chine connaît d'abord un développement similaire et commence par l'impression de textes religieux, de prières et de textes utiles pour la population, tels que des almanachs ou des calendriers qui sont produits par les temples pour la consommation locale. À la période des Cinq Dynasties et des Dix Royaumes, le gouvernement comprend l'intérêt d'imprimer des textes politiques et idéologiques comme les Classiques chinois. La dynastie Song qui suit est une période de grands progrès en art, en religion et en philosophie dont l'activité savante est grandement facilitée par les livres imprimés,. L'activité économique liée à l'impression se développe par conséquent très fortement dans la Chine de la dynastie Song, plusieurs centaines d'années avant que le même processus se fasse jour au Japon. Renforcé par l'intérêt des Song pour le commerce extérieur et l'activité maritime de la Taira, l'échange de livres entre la Chine et le Japon connaît un deuxième pic après les dynasties Sui et Tang à partir de 1192,,,. Les visiteurs japonais de la Chine des Song reviennent avec un grand nombre de livres imprimés sur différents sujets tels que l'histoire, la philosophie, le Bouddhisme, le Confucianisme, la littérature, la médecine et la géographie, ce qui provoque un regain des études purement académiques qui avaient été mises de côté dans la société de courtisans de l'époque de Heian, alors obsédée par la poésie,,,.
L'offre d'éditions imprimées de textes chinois importés est insuffisante pour répondre à la demande et au moment de la suprématie des Taira, les collections de livres chinois sont devenues symboles de statut social parmi la classe supérieure du Japon,. Les livres sont collectés et forment le noyau d'un grand nombre de nouvelles bibliothèques, en particulier celles associées aux temples zen de Kyoto et de Kamakura ou celles fondées par des familles de samouraï de la région de Kantō,. Ces bibliothèques deviennent des centres d'apprentissage et, dans une grande mesure, stimulent les activités savantes variées et dynamiques de l'époque médiévale à venir,. La plus importante de ces nouvelles bibliothèques à l'époque de Kamakura est la Kanazawa Bunko, fondée en 1275 par Hōjō Sanetoki,,. Éclectique dans sa composition, elle possède une énorme collection de livres couvrant la culture littéraire de toute l'Asie de l'est, dont un grand nombre d'éditions Song d'œuvres chinoises,,. La collection est dispersée à la fin du XVIe siècle et partiellement transférée à Edo par Tokugawa Ieyasu,. Les bibliothécaires de Kanazawa Bunko utilisent un sceau de propriété, ce qui rend possible de faire remonter à cette bibliothèque les exemplaires existants. Durant l'époque de Muromachi, Uesugi Norizane fait revivre en 1432 la bibliothèque Ashikaga gakkō qui abrite alors un grand nombre de textes essentiellement confucéens et d'ouvrages d'exégèse,,,.
Treize jeux de livres imprimés des Song du sud sont classés Trésors nationaux. Nombre d'entre eux se sont transmis de génération en génération au sein des clans japonais de l'époque féodale et sont conservés dans des bibliothèques telles que le Kanazawa Bunko, l'Ashikaga gakkō ou dans des monastères comme celui de Tōfuku-ji. Ils portent essentiellement sur les classiques chinois tels que les livres et les commentaires sur les mémoires du Grand Historien, le Hanshu, le Livre des Han postérieurs, le Classique des documents, le Classique des rites, le Classique des vers ou le Classique des changements. Deux sont des encyclopédies.
| Nom | Remarques | Date                                | Format                                                              | Emplacement actuel | Image |
| --- | --- | ----------------------------------- | ------------------------------------------------------------------- | --- | ----- |
| Giso Rokujō, édition Song (宋刊義楚六帖, sōhan giso rokujō)                                                                                                | Exposé encyclopédique du Bouddhisme | Song du sud, 1127                   | Douze livres reliés en fukuro-toji                                  | Tōfuku-ji, Kyoto |       |
| Compilation du Ouyang Xiu, édition imprimée des Song (宋刊本欧陽文忠公集, sōkanpon ōyō bunchūkōshū) édition Kanazawa Bunko (金沢文庫本, kanazawa bunkobon) | Anciennement conservé à la bibliothèque Kanazawa Bunko | Song du sud, 1196                   | Trente-neuf livres reliés en fukuro-toji 28 × 18,5 cm               | Bibliothèque centrale de Tenri, Tenri, Préfecture de Nara                                                                   |       |
| Collation de commentaires sur les Mémoires du Grand Historien, édition imprimée des Song (宋刊本史記集解, sōkanpon shiki shikkai)                          | | Song du sud                         | Onze livres reliés en fukuro-toji                                   | Takeda Science Foundation (武田科学振興財団, Takeda Kagaku Shinkōzaidan), Osaka                                             |       |
| Wen Xuan, édition imprimée de la dynastie Song (宋刊本文選, sōkanbon monzen) édition Kanazawa Bunko (金沢文庫本, kanazawa bunkobon)                        | Avec des contributions de Hōjō Ujimasa et de Kyūka Zuiyo (九華瑞璵) de 1560; anciennement conservé à la bibliothèque Kanazawa Bunko; en possession d'Ashikaga gakkō depuis juin 1560 | Song du sud                         | Vingt et un livres reliés en fukuro-toji 29,1 × 19,1 cm             | bibliothèque restante d'Ashikaga gakkō (足利学校遺蹟図書館, Ashikaga Gakkō iseki toshōkan), Ashikaga, Préfecture de Tochigi |       |
| Hanshu, édition de la dynastie Song (宋版漢書, sōhan kanjo), édition imprimée Keigen (慶元刊本, keigen kanpon)                                             | Transmis au sein du 興譲館 (Kōjōkan), une école du clan du domaine de Yonezawa à l'époque d'Edo                                                                                      | Song du sud, ère Kengen (1195–1200) | Soixante et un livres reliés en fukuro-toji                         | Musée national d'histoire japonaise, Sakura, Préfecture de Chiba                                                            |       |
| Livre des Han postérieurs, édition Song (宋版後漢書, sōhan gokanjo), édition imprimée Keigen (慶元刊本, keigen kanpon)                                     | Ouvrage historique chinois, transmis au sein du 興譲館 (Kōjōkan), une école du clan du domaine de Yonezawa à l'époque d'Edo                                                          | Song du sud                         | Soixante livres reliés en fukuro-toji                               | Musée national d'histoire japonaise, Sakura, Préfecture de Chiba                                                            |       |
| Mémoires du Grand Historien, édition de la dynastie Song (宋版史記, sōhanshiki) édition imprimée Huang Shanfu (黄善夫刊本)                                 | Plus ancienne édition Song de cet ouvrage; anciennement en possession de 興譲館 (Kōjōkan), une école du clan du domaine de Yonezawa à l'époque d'Edo                                 | Song du sud                         | Quatre-vingt-dix livres reliés en fukuro-toji                       | Musée national d'histoire japonaise, Sakura, Préfecture de Chiba                                                            |       |
| Commentaire détaillé des « Changements de Zhou » (Zhou Yi), édition de la dynastie Song (宋版周易注疏, Sōban Shūeki Chūso)                                 | Post-scriptum vers la fin de chaque volume indiquant l'année(1234–1236) | Song du sud, 1234–1236              | Treize livres reliés enfukuro-toji encre sur papier, 27,0 × 19,1 cm | bibliothèque restante d'Ashikaga gakkō (足利学校遺蹟図書館, Ashikaga Gakkō iseki toshōkan), Ashikaga, Préfecture de Tochigi |       |
| Commentaire sur le Classique des documents, édition Song (宋版尚書正義, sōban shōshoseigi)                                                                 | Chaque page contient huit lignes comportant de seize à vingt et un caractères par ligne avec des lignes d'annotations disposées en deux rangées au lieu d'une                        | Song du sud                         | Huit livres reliés en fukuro-toji encre sur papier, 28,3 × 18,2 cm  | Bibliothèque restante d'Ashikaga gakkō (足利学校遺蹟図書館, Ashikaga Gakkō iseki toshōkan), Ashikaga, Préfecture de Tochigi |       |
| Commentaire sur le Classique des rites, édition Song (宋版礼記正義, sōban raikiseigi)                                                                      | Avec des sceaux en rouge et un texte à l'encre de Chine indiquant l'origine dans la bibliothèque Ashikaga gakkō                                                                      | Song du sud                         | Deux livres reliés en fukuro-toji encre sur papier, 26 × 18,7 cm    | Bibliothèque restante d'Ashikaga gakkō (足利学校遺蹟図書館, Ashikaga Gakkō iseki toshōkan), Ashikaga, Préfecture de Tochigi |       |
| Taiping Yulan, édition Song edition (宋版太平御覧, sōban taiheigyoran)                                                                                     | Très vaste encyclopédie, fait partie des Quatre grands livres des Song | Song du sud, 1199                   | Cent-trois livres reliés en fukuro-toji encre sur papier            | Tōfuku-ji, Kyoto |       |
| Commentaire sur le Classique des vers, édition Song (宋版毛詩正義, sōban mōshiseigi), édition Kanazawa Bunko (金沢文庫本, kanazawa bunkobon)               | Anciennement conservé à la bibliothèque Kanazawa Bunko | Song du sud, 1139                   | Dix-sept livres reliés en fukuro-toji, encre sur papier             | Takeda Science Foundation (武田科学振興財団, Takeda Kagaku Shinkōzaidan), Osaka                                             |       |
| Anthologie de Li Meng, édition Song (宋版劉夢得文集, sōhan ryūbōtoku bunshū)                                                                               | Anthologie par Liu Yuxi | Song du sud                         | Douze livres reliés en fukuro-toji, encre sur papier                | Bibliothèque centrale de Tenri, Tenri, Préfecture de Nara                                                                   |       |